# 키노모토 나데시코
키노모토 나데시코(木之本 撫子, 기노모토 나데시코[*], 번안:임소하)는 《카드캡터 사쿠라》의 등장인물이며 주인공 사쿠라(번안:유체리)의 어머니다.

## 소개
나데시코는 사쿠라와 토우야(번안:유도진)의 어머니이자 후지타카(번안:유익한)의 아내로, 이름은 패랭이꽃(일본어: なでしこ, 나데시코[*])을 뜻한다. 생전에 음악을 잘 하여 토우야에게 오르간과 바이올린을 가르쳤다. 사쿠라의 이름은 나데시코가 좋아하는 꽃의 이름으로 "딸이 태어나면 벚꽃(일본어: さくら, 사쿠라[*])으로 할래."라고 미리 이름을 지어 놓았다. 나데시코는 모델을 하며 많은 사진을 찍었는데, 덕분에 매번 다른 사진의 잡지 스크랩이 거실의 사진 꽂이에 넣어 장식되어 있다. 사쿠라의 말에 의하면 나데시코는 아무리 먹어도 살이 찌지 않는 체질이었던 것 같다며 케이크 하나를 통째로 먹을 만큼 단 음식을 좋아한다.

착한 성품과 운동 능력이 좋지 못하던 나데시코는 고등학교 시절 나무에서 떨어진 작은 새를 둥지에 되돌려 주려고 나무 위에 올라갔는데, 나무에서 미끄러져 당시 고등학교 교사인 후지타카의 위로 떨어진 것이 두 사람의 첫 만남이다. 결혼 전 성은 아마미야로 '아마미야 그룹' 출신의 아가씨로서 가족과 친척에게 사랑받으며 자란 나데시코는 후지타가와 사랑에 빠져 가족들의 반대에도 무릎 쓰고 나데시코가 16살 되던 때 이른 나이로 결혼을 한다. 이때 가장 큰 반대를 한 것이 조부 '아마미야 마사키'와 사촌 자매 '다이도우지 소노미(번안:임창하)'로 나데시코는 후지타카와 결혼하며 고생하고 향년 27로 병사하게 된다. 이후 조부 마사키는 아끼던 손녀 나데시코가 결혼한 후 한번도 보지 않았던 것을 후회하고, 외증손녀 사쿠라를 만나 나데시코의 행복했던 결혼 생활과 아버지를 존경한다는 사쿠라의 말을 듣고서 원망하던 후지타카와의 갈등을 약간이지만 해소한다.
죽은 후에도 영적 존재가 되어 토우야와 사쿠라를 지켜보고 있으며 토우야는 나데시코의 영혼을 볼 수 있었지만, 토우야가 중학교에 올라갈 무렵 나데시코는 모습을 감춰 더는 보이지 않게 되었다. 토우야는 나데시코가 나타나지 않게 된 이유가 성장한 사쿠라를 보고 안심하여 승천한 것이라고 생각해서 사쿠라에게도 그렇게 말했지만, 환상의 '일루션' 카드가 일으킨 소동으로 사쿠라는 나데시코의 환상을 보게 되고 위기에 빠진 다음 날 사쿠라의 모습을 보기 위해 모습을 드러낸다. 나데시코를 보고 놀란 토우야에게 "이번에는 좀 걱정스러워서 내려왔단다. 하지만 이제... 괜찮은가 보구나."라고 텔레파시 같은 것으로 얘기하고 다시 사라졌다. 이후 애니메이션 오리지널 이야기에서 고열을 앓는 사쿠라를 걱정해서 나타나고 사쿠라를 도운 후 사라졌다.